# Wycker Kruittoren
De Wycker Kruittoren, ook wel toren aan de lage Maaspunt of Woutersrondeel genoemd, was een van oorsprong middeleeuwse waltoren, later kruittoren, in de Nederlandse stad Maastricht. De toren was onderdeel van de Wycker stadsmuur en was gelegen aan het noordeinde van de Oeverwal, de noordelijke Maasoever in Wyck. De toren dateerde waarschijnlijk uit de eerste helft van de 14e eeuw en werd in 1868 gesloopt.

## Bouw Wycker stadsmuur en Wycker Kruittoren
Over het precieze bouwjaar van de eerste stadsmuur van Wyck is geen duidelijkheid. Mogelijk ging de bouw van de Wycker enceinte (omwalling) gelijk op met die van de eerste middeleeuwse stadsmuur op de linker Maasoever, vanaf het tweede kwart van de 13e eeuw. Waarschijnlijk betrof dit aanvankelijk een aarden wal met palissaden, wel al met stenen poorten. In 1284, aan het begin van de Limburgse Successieoorlog, trachtte Walram de Rosse van Valkenburg Maastricht te overmeesteren, maar de wallen aan de Wyckse kant waren blijkbaar al dusdanig sterk dat de vijand afdroop. Pas in 1318 vermeldt de kroniek van de Landen van Overmaas dat hertog Jan III van Brabant toestemming gaf een stenen muur om Wyck te bouwen. Waarschijnlijk lag deze oudste muur ten westen van de Wycker Grachtstraat. Vooral in de periode 1397-1400 werd onder oorlogsdreiging met man en macht gewerkt aan verbetering van de Wycker stadsmuur en gracht.
De naam Wycker Kruittoren is niet de oorspronkelijke, maar dateert uit de 19e eeuw. De toren op de lage Maaspunt - de Maaspunttoren was de toren op de hoge Maaspunt - werd voor het eerst genoemd in 1399. De toren vormde de meest noordwestelijke punt van de Wycker stadswal en stond slechts 20 meter van de Maasoever. De uit vier verdiepingen bestaande toren was ruim 20 meter hoog en werd om die reden ook wel grote toren genoemd. De middellijn van het grondvlak bedroeg ongeveer 10 meter. Door de dikte van de muren (ca. 2 m) bleek de toren later uitermate geschikt als opslagplaats voor buskruit. Een buitentrap leidde naar de eerste etage, een interne wenteltrap naar de volgende. Tussen de tweede en derde etage versmalde de toren zich. Hier bevond zich een galerij met schietgaten onder een lessenaarsdak. De torenspits was gedekt met leien.
Tussen 1477 en 1485 werd buiten de bestaande stadsmuur van Wyck een nieuwe, dubbele aarden wal opgeworpen, die een iets wijdere halve cirkel omschreef. De nieuwe wal werd versterkt met zes zware bolwerken, waarvan het Woutersrondeel en het Sint-Maartensbolwerk de twee noordelijkste waren. De Wycker Kruittoren was vanaf die tijd onderdeel van het Woutersrondeel. De verdediging van dit deel van de Wyckerwal was de verantwoordelijkheid van de Wyckenaren zelf. Aanvankelijk waren alleen de twee stadspoorten en de bolwerken van steen. Pas in de tweede helft van de 16e eeuw werden ook de wallen van de tweede Wycker enceinte versteend, waarbij een deel van de eerste muur werd afgebroken en de oude gracht werd gedempt.

Na het gereedkomen van de tweede wal verloor de Kruittoren zijn functie als verdedigingstoren en werd de nieuwe bestemming polvertoren. In de 18e eeuw werden de vestingwerken verder uitgebreid en werden buiten de Wyckeromwalling diverse buitenwerken aangelegd. Aan de noordoostzijde werd het 17e-eeuwse bolwerk Oranje omgebouwd tot bastion Sint-Maarten en werden de lunetten Sint-Antonie en Turenne aangelegd. De buitenwerken in dit gebied konden door afdamming van een oude rivierarm van de Maas onder water gezet worden. Op de Franse maquette van Maastricht uit het midden van de 18e eeuw is de inkapseling van de noordoostelijke stadsmuur van Wyck goed te zien.

## Ontmanteling vesting en sloop Wycker Kruittoren

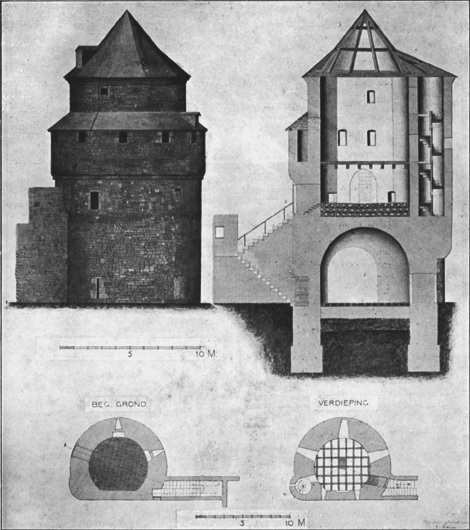
Tekening Cornelis Bouma, bouwkundige (1869)

Na de opheffing van de vestingstatus in 1867 werd de vesting Maastricht in opdracht van het Ministerie van Oorlog ontmanteld, waarna de gronden werden overgedragen aan de Dienst der Registratie en Domeinen voor verdere sloop en herbestemming. De nog functionerende stadspoorten, die onder de zeggenschap van het gemeentebestuur vielen, werden tussen 1867 en 1870 als eerste gesloopt; de Sint-Maartensbuitenpoort in 1868. De afbraak van de stadsmuren zou nog tot de jaren 1930 doorgaan. Door toedoen van Victor de Stuers en anderen bleven hier en daar delen van de eerste en tweede omwalling gespaard, vooral in het zuidelijk stadsdeel op de linker Maasoever. De ontmanteling van de vesting Maastricht werd door de meeste tijdgenoten gezien als het begin van een periode van grotere welvaart. Tegen de afbraak van de eeuwenoude poorten en torens rees nauwelijks protest. Bij de afbraak van de eerste stadspoort in december 1867, de Tongersepoort, was geen enkele bepaling opgenomen over documentatie of oudheden. Door toedoen van de kunstenaar en oudheidkundige Alexander Schaepkens en de jonge, nog studerende Victor de Stuers werd bij de sloopbestekken van de andere poorten en waltorens bepaald dat gedetailleerde tekeningen en foto's gemaakt moesten worden. De tekenaar Johannes Brabant maakte in opdracht van het Geschied- en Oudheidkundig Genootschap schetsen en de fotograaf Theodor Weijnen foto's van de te slopen vestingwerken.

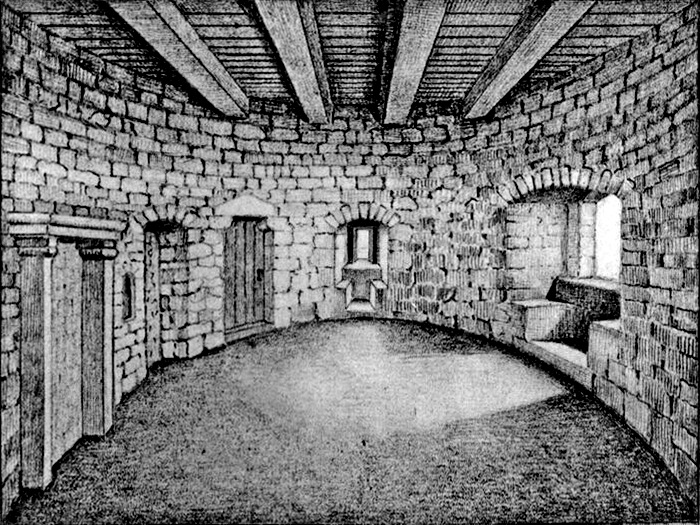
Ruimte eerste etage (19e eeuw?)

De sloop van de imposante Wycker Kruittoren kan gezien worden als het falen van de overheid om een belangrijk monument te bewaren. Er was in 1867 in feite geen reden om de toren neer te halen. Omdat de toren al enkele jaren geen militaire functie meer had, was de sloop van de Kruittoren niet inbegrepen in de sloopbestekken voor de ontmanteling van Wyck. De toren was niet bouwvallig en vormde geen hindernis voor het verkeer. Voorstanders van de sloop waren Paulus van Laer, pastoor-deken van Wyck, en het kerkbestuur van de naastgelegen Sint-Martinuskerk, die van mening waren dat de oude toren misstond bij de enkele jaren eerder vernieuwde kerk en tevens deels het zicht daarop ontnam. Daarnaast zou de toren een belemmering zijn voor de processie. Ook het aan de noordwestzijde van de kerk staande kruithuis, een van de twee voormalige Sint-Maartensbinnenpoorten, moest het ontgelden. In 1856 richtte het kerkbestuur een verzoekschrift tot de Minister van Oorlog om het "naast den ingang der kerk gelegen onbeduidend rijksgebouwtje" te mogen afbreken. Van Laer schroomde niet zijn politieke invloed, met name in liberale kring, aan te wenden om te bewerkstelligen dat de Kruittoren in december 1868 tegen de vlakte ging. De stenen van de meer dan 500 jaar oude toren werden, na genummerd te zijn, in de Maas geworpen.

## Historische en culturele erfenis
In de tweede helft van de 19e eeuw verdween niet alleen de Wycker Kruittoren, maar alle middeleeuwse monumenten in het noordelijk deel van Wyck, inclusief de oude Sint-Maartenskerk, de Sint-Maartenspoorten, de stadsmuur en de buitenwerken. In de omgeving herinneren slechts enkele namen aan de militaire geschiedenis van het gebied, zoals de wijknaam Sint Maartenspoort en de straatnamen Sint Maartenspoort, Lage Barakken, Turennestraat en Hertellplein.
In het artikel 'Holland op zijn smalst' in De Gids hekelde Victor de Stuers in 1873 met name de zinloze afbraak van de Wycker Kruittoren. Het artikel vormde de kiem voor de oprichting van Monumentenzorg in Nederland. Op instigatie van De Stuers bouwde architect Willem Sprenger in 1906 op de fundamenten van een eveneens gesloopte waltoren in het Faliezusterspark (onderdeel van Stadspark Maastricht) de Pater Vincktoren, waarvan het ontwerp in grote lijnen het model van de Wycker Kruittoren volgde.
In het historisch museum (tegenwoordig Bonnefantenmuseum) bevond zich in 1925 een waterspuwer afkomstig van de Wycker Kruittoren. Het is niet bekend of de gebeeldhouwde steen bewaard gebleven is.

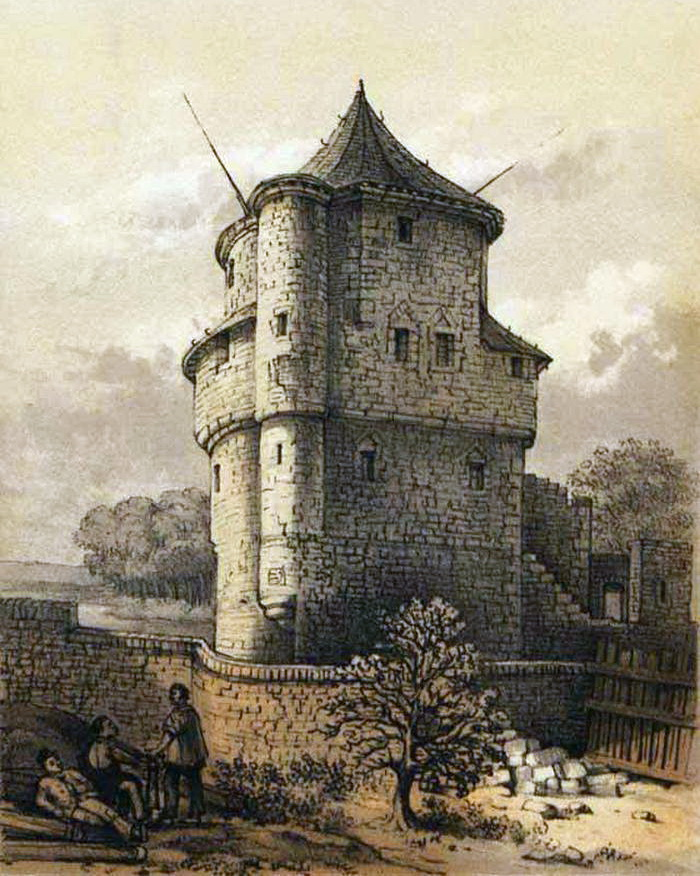
Wycker Kruittoren (A. Schaepkens, ca. 1840)
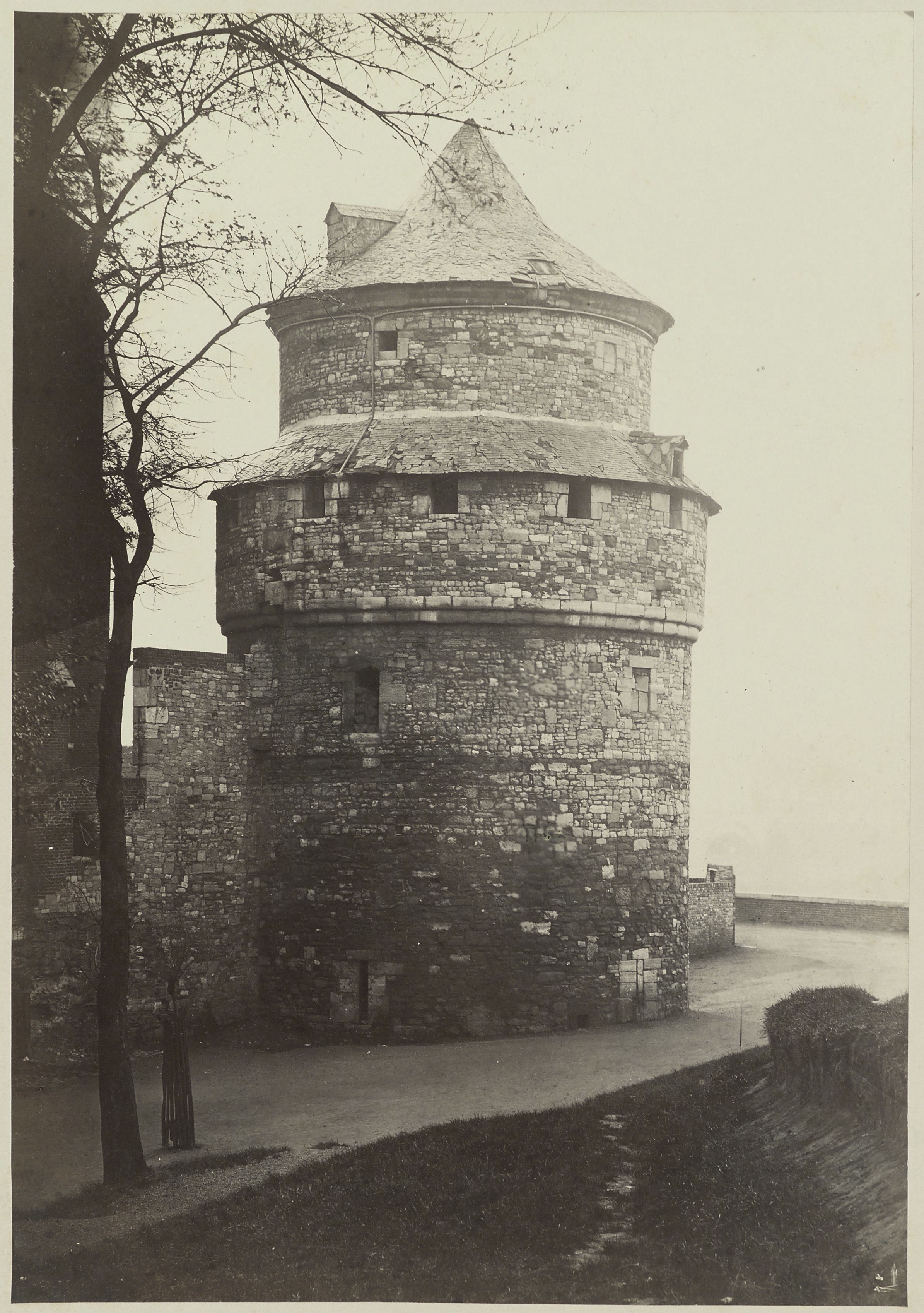
Kort voor de sloop (Th. Weijnen, 1868)
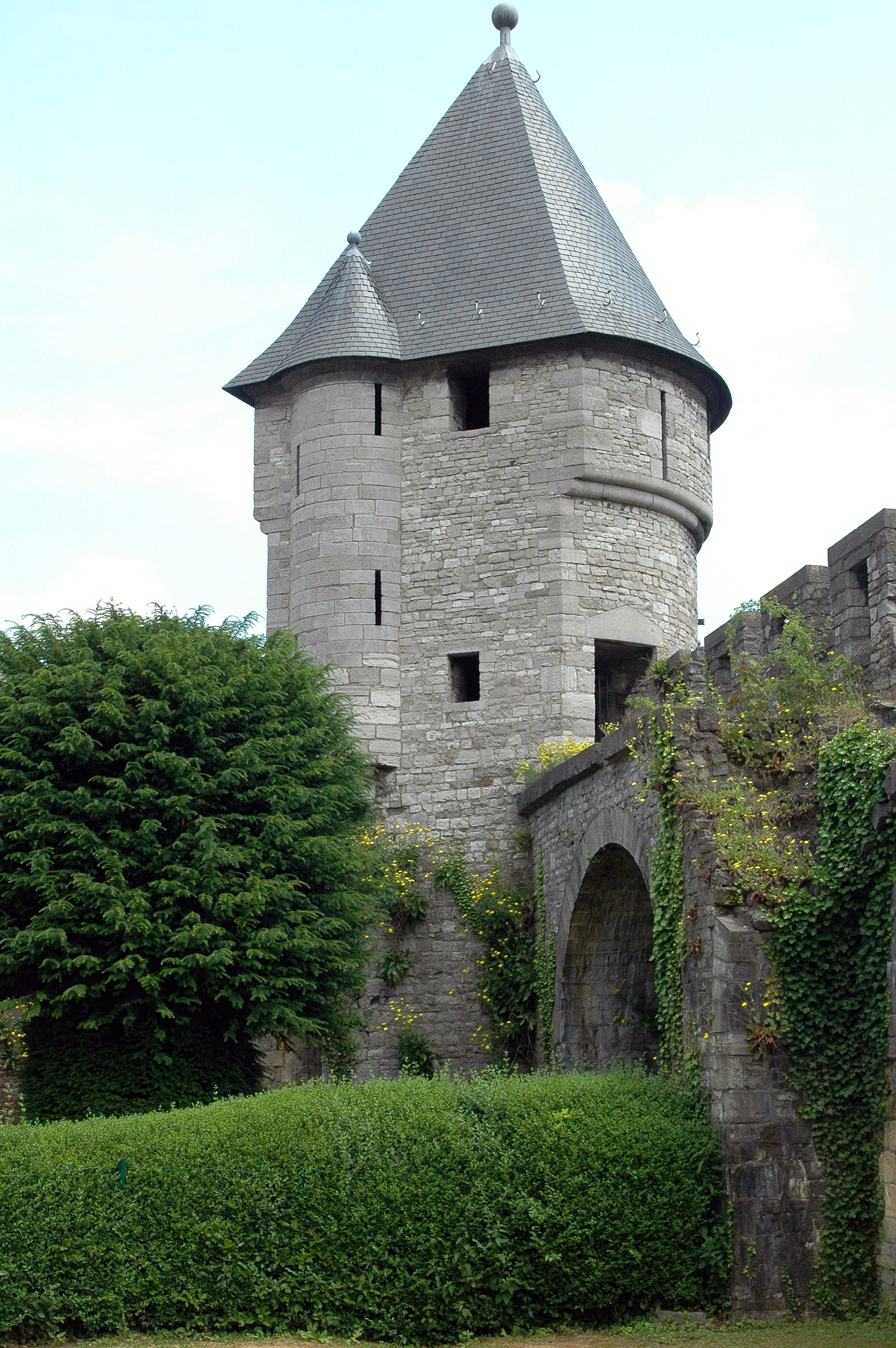
Pater Vincktoren, een imitatie van de Wycker Kruittoren
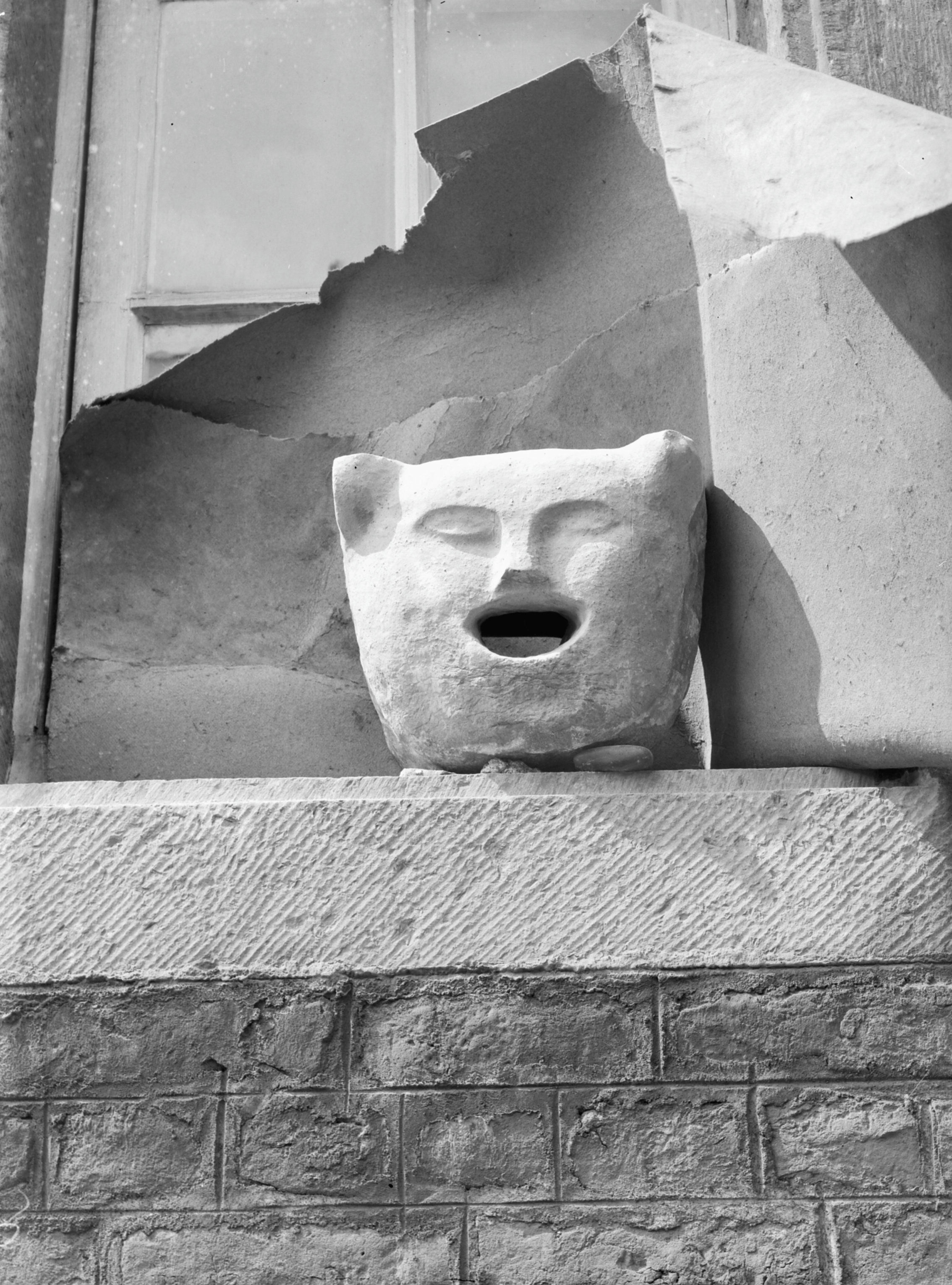
Waterspuwer (Bonnefantenmuseum, 1925)